# ダニール・クビアト
ダニール・ヴャチェスラヴォヴィッチ・クビアト（Daniil Vyacheslavovich Kvyat, ロシア語: Дании́л Вячесла́вович Квят 1994年4月26日 - ）は、ロシア・ウファ出身のレーシングドライバー。「トロ・ロッソ」や「レッドブル」からF1世界選手権に出走した。

## 経歴

### 初期の経歴

#### レーシング・カート
ロシア及びイタリアでカート活動を行う。2009年にはKF3ヨーロッパ・チャンピオンシップで3位、WSKインターナショナル・シリーズで2位となる。

#### フォーミュラ・BMW
2010年より4輪に転向。レッドブル・ジュニアチームの支援ドライバーとしてフォーミュラ・BMW・ヨーロッパ参戦をメインにしつつ、フォーミュラ・BMW・パシフィックにスポット参戦した。パシフィックシリーズでは2勝を上げたもののゲスト扱いのためランキング対象外、ヨーロッパシリーズでは表彰台1回で総合10位に終わった。
ユーロカップ・フォーミュラ・ルノーにもスポット参戦。1ラウンド2レースに参戦。
この年の最後にはイギリス・フォーミュラ・ルノー・ウィンターシリーズにも参戦。表彰台を2回獲得しシリーズ4位となる。

#### フォーミュラ・ルノー
2011年のフォーミュラ・ルノーシリーズ開幕までの間に、ニュージーランドのトヨタ・レーシング・シリーズに参戦。1勝してシリーズ5位となる。
この年はフォーミュラ・ルノー・ノーザン・ヨーロピアン・カップとユーロカップ・フォーミュラ・ルノーにフル参戦。ヨーロピアンカップで2位、ユーロカップで3位となる。
この年もイギリス・フォーミュラ・ルノー・ファイナルシリーズ（元ウィンターシリーズ）に参戦。表彰台を2回獲得しシリーズ3位となる。
2012年はユーロカップ・フォーミュラ・ルノーに引き続いて参戦。最多の7勝を上げるも、ストフェル・バンドーンと競り合いになり惜しくもチャンピオンを逃し2位となる。
フォーミュラ・ルノー・アルプスシリーズにも参戦。こちらでも最多の7勝をあげ、僅差でチャンピオンを獲得する。

#### GP3
2013年はステップアップしGP3にフル参戦。シリーズ後半に追い上げ、最終戦の第1レースで優勝し逆転でチャンピオンを決定した。
ヨーロッパF3選手権にも10ラウンド中7ラウンドに参戦し、1勝を含む5回の表彰台を獲得した。ただしゲスト扱いのためランキングは無し。

### F1
2013年の若手ドライバーテストの最終日の午後にトロ・ロッソのマシンでテストを行った。これがF1初走行となった。
ダニエル・リカルドのレッドブル昇格が決定すると、その空いたシートを獲得し2014年からのF1参戦が決定した。シートを獲得した時点ではGP3で最終戦を残し、トップから7ポイント差の総合2位に着けていた。
他のレッドブルの支援を受けるドライバーの採用も検討されたが、昇格が噂されていたアントニオ・フェリックス・ダ・コスタはフォーミュラ・ルノー3.5で期待されたチャンピオン争いが出来ず、似たようなキャリアをたどってきたカルロス・サインツJr.に対してはGP3の成績でクビアトが圧倒したことにより、大抜擢されることになった。
契約後、F1マシンでの経験を積むために第18戦アメリカGPと最終戦ブラジルGPのフリー走行1回目にトロ・ロッソから出走した。

#### 2014年
トロ・ロッソから参戦。この年から固定ナンバー制が導入されたことに伴い、カーナンバーは4月26日生まれということもあり26を選択。これから自分自身で26にまつわるエピソードは作りたいという意気込みを見せていた。チームメイトはジャン＝エリック・ベルニュ。余談ではあるがベルニュは4月25日生まれで25を選んでおり、結果的にチームメイトで連番となった。デビュー戦となる開幕戦オーストラリアGPで9位入賞し（当時の）史上最年少の入賞記録を更新した。そんななか、同年第15戦日本GP中にレッドブルのレギュラードライバーであったセバスチャン・ベッテルがフェラーリへの移籍が確定し、その後任としてクビアトが選ばれる結果となった。しかし、ここまでの成績においては、予選ではクビアト、決勝及び完走順位ではベルニュに軍配が上がる状況であり、第16戦の母国ロシアGP予選では本家レッドブルを上回る5番手を獲得など、結果は残していたがリカルドの前例と違ったことからその判断は評価が分かれた。決勝成績ではチームメイトに負けたが、予選での一発の速さを示した一年となった。

#### 2015年
ベッテルのフェラーリ移籍に伴い、後任としてレッドブルへの昇格を果たした。チームメイトはダニエル・リカルド。序盤から入賞はしていたものの、パワーユニットの信頼性トラブルに苦しんだこともあり、完走してもリカルドに先着されるレースも目立った。第6戦モナコGPでは4位入賞と暫定のシーズン最高位を記録するが、予選や決勝の成績が芳しくないことから第6戦モナコGP終了後にはシート喪失の噂が流れた。しかし、荒れたレース展開となったハンガリーGPでは、F1初表彰台となる2位を獲得。他にも後半戦に当たる第11戦と第17戦で4位入賞を記録など、後半戦ではリカルドを上回る活躍を見せた。最終的にドライバーズランキングではリカルドとのチームメイト対決に勝利するも、表彰台獲得数や予選成績ではリカルドに分があるなど課題も残した。

#### 2016年
引き続きレッドブルから参戦。開幕戦は前年と同じくスタートすることができずにリタイア。第3戦中国GPではスタートでベッテルと接触事故を起こし、ベッテルがライコネンに突っ込む形になった。最終的にレースではベッテル2位、クビアト3位で2人そろって表彰台を獲得したが、セレモニーの前に英語で口論する様子があった。しかし、最終的にベッテル本人もレーシングアクシデントと認め、遺恨を残してはいなかった。
ところが、第4戦ロシアGPでまたしてもベッテルと接触。今度はベッテルをリタイアに追い込んだだけではなく、チームメイトのリカルドのレース展開にも傷をつけた。しかも、二度接触する形でベッテルをリタイアに追い込んでしまったため、リタイア直後にはベッテルは放送禁止用語を連呼するほどの怒りを見せた。このレースでは自分の非を認め、電話で謝罪したもののレッドブルのヘルムート・マルコの方針違反という形でこのレースを最後にレッドブルからトロ・ロッソへ強制的に降格させられ、マックス・フェルスタッペンとのシート交換という形となった。公式には「クビアトのプレッシャーを取り除くためであって降格ではない」「トロ・ロッソの内紛を防ぐため」としているが、どちらかと言えば、好成績をマークしていたフェルスタッペンの昇格を早めたことや他チームへの引き抜き対策の面が強かった。この交代劇は、F1公式YouTube動画「突然のドライバー交代トップ10」の1位に選ばれている。
実際、接触された側のベッテルはクビアトのことを嫌いになるほどではないと語っており、これがまかり通るのならかつてのレーサーはすべて降格処分になってしまうため、 ジェンソン・バトンはこの処分にtwitterで疑問を呈した。しかし、速いが粗いというドライビング自体は前年にも起こしており、2015年日本グランプリの予選でタイヤバリアに激突して横転する大クラッシュを起こしている。
当初は残留は厳しい見方が強かったが、日本GP後に来季の残留が発表された。

#### 2017年
引き続きトロ・ロッソから参戦。開幕戦オーストラリアGPではチームメイトのサインツと共にダブル入賞を記録した。だが、サインツが第14戦までに完走した10戦中9戦入賞する活躍を見せたのに対し、クビアトは完走した9戦（完走扱いも含めれば10戦）中、開幕戦とスペインGPでの入賞しただけで終わっていた。9月26日にチームがマレーシアGPと日本GPで彼に代わり今シーズンのスーパーフォーミュラに参戦しているピエール・ガスリーの起用を発表。ガスリーがスーパーフォーミュラ最終戦に参戦するため欠場したアメリカGPで復帰して10位入賞を果たしたが、トロ・ロッソから来季の契約を結ばないことがチームから口頭で本人に説明された後、ガスリーが復帰するメキシコGPは再びラインナップから外されたのと同時にシーズン途中で解雇される形となった。

#### 2018年
スクーデリア・フェラーリの開発ドライバーに就任し、シミュレータでのテストを中心に担当。そんな中、前年まで所属していたトロ・ロッソでは、レッドブルのリカルドがルノーに移籍することに伴い、ガスリーがレッドブルへ昇格する事が決定。そのため、後任ドライバーの選定に追われるが、レッドブル傘下で下位カテゴリーに参戦中のドライバーがいずれもF1参戦資格を満たしていないという問題が発生。かつて所属し他のカテゴリーで参戦中のドライバーなどが検討されている中、一度はヘルムート・マルコに「トロ・ロッソ（F1）に戻る事は無い」と明言されたクビアトが2019年よりジュニアの切りすぎで控えのいないトロ・ロッソに復帰するという報道が流れ始める。ロシアGP開催中の9月29日、トロ・ロッソは2019年の正ドライバーとしてクビアトを起用することを正式に発表した。

#### 2019年
デビューチームであるトロ・ロッソへ復帰。チームメイトは、前半戦はアレクサンダー・アルボン、後半戦はドライバー変更に伴いピエール・ガスリーとなった。
開幕戦オーストラリアGPで10位入賞でスタート。第4戦で今季初の予選Q3進出を果たし（決勝はリタイア）、開幕戦から第10戦の間、計5回の入賞を記録。
一方で第3戦ではマクラーレン2台と接触する事故が起きてしまい、スチュワードからドライブスルーペナルティとペナルティポイントの加算を受けたため、ある意味2016年の再現となってしまった。だが、クビアトがミスした面もあったが、チームはこの一件をレーシングアクシデントと判断しており、彼のペナルティは重すぎると反論。マクラーレンのドライバーたちも入賞のチャンスを失ったことに対する批判はあったものの、クビアトを厳罰に処することには慎重なコメントをしており、後に第5戦のノリスが接触でリタイアした時のコメントに比べれば、冷静なコメントをしていた。また、この件については他の事例より重いペナルティとなったことを批判する声もあった。
第11戦ドイツGPでは、ミックスウェザーによる波乱やメルセデス勢がタイヤマネジメントに失敗して順位を落とす中、レースコンディションを読み切って3位表彰台を獲得。自身としては3年ぶりであり、チームとしても2度目の表彰台となった。
そして、第15戦シンガポールGPの予選前、ヘルムート・マルコがインタビューにてラインナップの確定は第18戦メキシコGP以降と断りつつも、クビアトが2020年もトロ・ロッソで出走する事が内定しているとコメント。その言葉通り、第20戦前に2020年のトロ・ロッソのドライバーとして起用することが発表された。第11戦のようなシートを得るに値する評価を受け、シーズンとしては21戦中3位表彰台も含めた入賞10回と2015年に次ぐ成績を記録したものの、チームメイトと対決という点では、少なくともガスリーには負けてしまう結果となった。

#### 2020年
トロ・ロッソから名称を変更した、スクーデリア・アルファタウリより参戦。チームメイトは2019年後半と同じくピエール・ガスリー。
最終的に計7回の入賞を記録。ただ、決勝では第4戦のホイールのリムのオーバーヒートが原因のタイヤバーストなどの不運で入賞を逃したレースもあったが、それを考慮してもシーズンの3分の2に当たる第12戦終了時の獲得ポイントではガスリーに大差をつけられていた。ここまで差がついた一因として、開幕戦からパワーステアリングをはじめとしたステアリングのフィーリングに悩んでおり、第7戦で再調整されたステアリングの投入をきっかけにパフォーマンスを向上させることができたとコメントしている。それが行われた後となる第13戦エミリア・ロマーニャGPでシーズン最高位となる4位入賞を記録。終盤戦となる第15戦バーレーンGP以降はガスリーを上回った場面もあったが、成績的にはガスリーに対し大きく後れを取ってしまったこともあり、一足早く来季の契約を結んだガスリーに対し、自身は最終戦までシートの有無について保留となっていた。だが、12月16日にレッドブル・ジュニアチーム所属の角田裕毅が来季よりアルファタウリからのデビューが発表されたため、2021年の同チームのレギュラーシートを失う事となった。
また、第15戦バーレーンGPの2つの事故に関わる結果となった。スタート直後にロマン・グロージャンが前のマシンに合わせて走行ラインを変更したことが要因とは言え、結果的に彼のマシンと接触することとなり、グロージャンのクラッシュが起きる結果となった。この件についてはお咎めなしであったが、その事故を経てのレース再開後にはランス・ストロールと接触し彼のマシンは横転。これについてはレーススチュワードはクビアトに責があるとして彼に10秒のタイムペナルティを認定され、入賞圏外へ脱落することとなった。

#### 2021年
アルファタウリのレギュラーシート喪失後、レース活動を1年中断して2022年の復帰を目指すと明かしていたが、アルピーヌF1のリザーフドライバーに就任することが発表された。

#### 2022年
FIA世界耐久選手権（WEC）に参戦する予定であったが、ロシアによるウクライナ侵攻の影響で所属するG-ドライブ・レーシングがWECから撤退したため、アメリカのNASCARに参戦することとなった。
クビアトはNASCARカップ・シリーズにチーム・ヘゼベルグで3回出場する予定で、車番はF1と同じく26番。2022年にインディアナポリス・モータースピードウェイのロードコースで行われたブリックヤードでのベライゾン200でNASCARデビューを果たし、サスペンションの問題でリタイアした後、36位でフィニッシュしている。

#### 2023年
4月13日、ランボルギーニとファクトリードライバー契約を結んだことが発表された。イタリアのライセンスで参戦している。
またアブダビで2024年から行われている自動運転車によるレースシリーズ『A2RL』にも関与しており、2023年11月には同シリーズで使用されるダラーラ・EAV24のテストを担当した。

## 人物
- 2017年10月に、3度のF1世界チャンピオンであるネルソン・ピケの娘であるブラジル系オランダ人でモデルのケリー・ピケとの交際が明らかになった[42]。ケリーとクビアトとの間には、2019年7月に長女ペネロペが誕生しているが、ピケとクビアトは2019年12月に破局した[43]。その後、2021年1月にケリーとマックス・フェルスタッペンの交際が報じられた。2025年4月には、ケリーとフェルスタッペンとの間に次女リリーが産まている。
- レッドブル時代の最高位は2位だったが、トロ・ロッソでの最高位は長らく9位留まりだった。2019年モナコグランプリで7位に入り[44]、また、2019年ドイツグランプリで3位に入り、2008年イタリアグランプリで優勝したベッテル以来となる表彰台をもたらした[45]。

## レース戦績

### 略歴
| 年   | シリーズ                                     | チーム                                 | レース             | 勝利               | PP                 | FL                 | 表彰台             | ポイント           | 順位               |
| ---- | -------------------------------------------- | -------------------------------------- | ------------------ | ------------------ | ------------------ | ------------------ | ------------------ | ------------------ | ------------------ |
| 2010 | フォーミュラ・BMW ヨーロッパ                 | ユーロインターナショナル               | 16                 | 0                  | 0                  | 0                  | 1                  | 138                | 10位               |
| 2010 | フォーミュラ・BMW パシフィック               | ユーロインターナショナル               | 8                  | 2                  | 2                  | 0                  | 5                  | 0                  | NC†                |
| 2010 | フォーミュラ・ルノー UK ウィンター・シリーズ | コイラネン・ブロス・モータースポーツ   | 6                  | 0                  | 1                  | 0                  | 2                  | 109                | 4位                |
| 2010 | ユーロカップ・フォーミュラ・ルノー2.0        | コイラネン・ブロス・モータースポーツ   | 2                  | 0                  | 0                  | 0                  | 0                  | 0                  | NC†                |
| 2011 | ユーロカップ・フォーミュラ・ルノー2.0        | コイラネン・モータースポーツ           | 14                 | 2                  | 2                  | 3                  | 6                  | 155                | 3位                |
| 2011 | フォーミュラ・ルノー2.0 NEC                  | コイラネン・モータースポーツ           | 20                 | 7                  | 2                  | 5                  | 13                 | 431                | 2位                |
| 2011 | フォーミュラ・ルノー UK ファイナル・シリーズ | コイラネン・モータースポーツ           | 6                  | 0                  | 0                  | 1                  | 2                  | 111                | 3位                |
| 2011 | トヨタ・レーシング・シリーズ                 | ヴィクトリー・モーター・レーシング     | 12                 | 1                  | 1                  | 3                  | 6                  | 138                | 5位                |
| 2012 | ユーロカップ・フォーミュラ・ルノー2.0        | コイラネン・モータースポーツ           | 14                 | 7                  | 3                  | 5                  | 9                  | 234                | 2位                |
| 2012 | フォーミュラ・ルノー2.0 アルプス             | コイラネン・モータースポーツ           | 14                 | 7                  | 4                  | 4                  | 8                  | 217                | 1位                |
| 2013 | GP3シリーズ                                  | MW・アーデン                           | 16                 | 3                  | 2                  | 4                  | 5                  | 168                | 1位                |
| 2013 | FIA フォーミュラ3・ヨーロピアン選手権        | カーリン                               | 21                 | 1                  | 5                  | 1                  | 7                  | 0                  | NC†                |
| 2013 | フォーミュラ1                                | スクーデリア・トロ・ロッソ             | テストドライバー   | テストドライバー   | テストドライバー   | テストドライバー   | テストドライバー   | テストドライバー   | テストドライバー   |
| 2014 | フォーミュラ1                                | スクーデリア・トロ・ロッソ             | 19                 | 0                  | 0                  | 0                  | 0                  | 8                  | 15位               |
| 2015 | フォーミュラ1                                | インフィニティ・レッドブル・レーシング | 19                 | 0                  | 0                  | 0                  | 1                  | 95                 | 7位                |
| 2016 | フォーミュラ1                                | レッドブル・レーシング                 | 4                  | 0                  | 0                  | 0                  | 1                  | 25                 | 14位               |
| 2016 | フォーミュラ1                                | スクーデリア・トロ・ロッソ             | 17                 | 0                  | 0                  | 1                  | 0                  | 25                 | 14位               |
| 2017 | フォーミュラ1                                | スクーデリア・トロ・ロッソ             | 15                 | 0                  | 0                  | 0                  | 0                  | 5                  | 19位               |
| 2018 | フォーミュラ1                                | スクーデリア・フェラーリ               | 開発ドライバー     | 開発ドライバー     | 開発ドライバー     | 開発ドライバー     | 開発ドライバー     | 開発ドライバー     | 開発ドライバー     |
| 2019 | フォーミュラ1                                | レッドブル・トロ・ロッソ・ホンダ       | 21                 | 0                  | 0                  | 0                  | 1                  | 37                 | 13位               |
| 2020 | フォーミュラ1                                | スクーデリア・アルファタウリ・ホンダ   | 17                 | 0                  | 0                  | 0                  | 0                  | 32                 | 14位               |
| 2021 | フォーミュラ1                                | アルピーヌF1チーム                     | リザーブドライバー | リザーブドライバー | リザーブドライバー | リザーブドライバー | リザーブドライバー | リザーブドライバー | リザーブドライバー |

- †ゲストドライバーとしての出走であるため、ポイントは加算されない。
- *今シーズンの順位。（現時点）

### GP3シリーズ
| 年     | エントラント | 1          | 2           | 3         | 4         | 5         | 6         | 7           | 8          | 9         | 10        | 11        | 12        | 13        | 14        | 15        | 16        | DC  | ポイント |
| ------ | ------------ | ---------- | ----------- | --------- | --------- | --------- | --------- | ----------- | ---------- | --------- | --------- | --------- | --------- | --------- | --------- | --------- | --------- | --- | -------- |
| 2013年 | MW・アーデン | CAT FEA 20 | CAT SPR Ret | VAL FEA 4 | VAL SPR 5 | SIL FEA 5 | SIL SPR 4 | NÜR FEA Ret | NÜR SPR 16 | HUN FEA 3 | HUN SPR 7 | SPA FEA 1 | SPA SPR 6 | MNZ FEA 1 | MNZ SPR 2 | YMC FEA 1 | YMC SPR 5 | 1位 | 168      |

- 太字はポールポジション、斜字はファステストラップ。(key)

### FIA フォーミュラ3・ヨーロピアン選手権
| 年     | エントラント | エンジン           | 1     | 2     | 3     | 4     | 5     | 6     | 7        | 8        | 9     | 10       | 11       | 12       | 13      | 14    | 15      | 16        | 17       | 18        | 19      | 20       | 21       | 22    | 23      | 24      | 25      | 26      | 27      | 28    | 29    | 30    | DC  | ポイント |
| ------ | ------------ | ------------------ | ----- | ----- | ----- | ----- | ----- | ----- | -------- | -------- | ----- | -------- | -------- | -------- | ------- | ----- | ------- | --------- | -------- | --------- | ------- | -------- | -------- | ----- | ------- | ------- | ------- | ------- | ------- | ----- | ----- | ----- | --- | -------- |
| 2013年 | カーリン     | フォルクスワーゲン | MNZ 1 | MNZ 2 | MNZ 3 | SIL 1 | SIL 2 | SIL 3 | HOC 1 10 | HOC 2 12 | HOC 3 | BRH 1 10 | BRH 2 12 | BRH 3 14 | RBR 1 2 | RBR 2 | RBR 3 2 | NOR 1 Ret | NOR 2 12 | NOR 3 Ret | NÜR 1 9 | NÜR 2 13 | NÜR 3 16 | ZAN 1 | ZAN 2 3 | ZAN 3 4 | VAL 1 4 | VAL 2 3 | VAL 3 7 | HOC 1 | HOC 2 | HOC 3 | NC‡ | 0        |

- 太字はポールポジション、斜字はファステストラップ。(key)
- ‡ : ゲストドライバーとしての出走であるため、ポイントは加算されない。

### F1
| 年     | エントラント   | シャシー | エンジン                       | 1       | 2       | 3       | 4       | 5      | 6       | 7       | 8       | 9       | 10      | 11     | 12     | 13     | 14      | 15     | 16      | 17     | 18     | 19      | 20     | 21      | WDC  | ポイント |
| ------ | -------------- | -------- | ------------------------------ | ------- | ------- | ------- | ------- | ------ | ------- | ------- | ------- | ------- | ------- | ------ | ------ | ------ | ------- | ------ | ------- | ------ | ------ | ------- | ------ | ------- | ---- | -------- |
| 2013年 | トロ・ロッソ   | STR8     | フェラーリ 056 2.4 V8          | AUS     | MAL     | CHN     | BHR     | ESP    | MON     | CAN     | GBR     | GER     | HUN     | BEL    | ITA    | SIN    | KOR     | JPN    | IND     | ABU    | USA TD | BRA TD  |        |         | -    | -        |
| 2014年 | トロ・ロッソ   | STR9     | ルノー Energy F1-2014 1.6 V6 t | AUS 9   | MAL 10  | BHR 11  | CHN 10  | ESP 14 | MON Ret | CAN Ret | AUT Ret | GBR 9   | GER Ret | HUN 14 | BEL 9  | ITA 11 | SIN 14  | JPN 11 | RUS 14  | USA 15 | BRA 11 | ABU Ret |        |         | 15位 | 8        |
| 2015年 | レッドブル     | RB11     | ルノー Energy F1-2015 1.6 V6 t | AUS DNS | MAL 9   | CHN Ret | BHR 9   | ESP 10 | MON 4   | CAN 9   | AUT 12  | GBR 6   | HUN 2   | BEL 4  | ITA 10 | SIN 6  | JPN 13  | RUS 5  | USA Ret | MEX 4  | BRA 7  | ABU 10  |        |         | 7位  | 95       |
| 2016年 | レッドブル     | RB12     | タグ・ホイヤー 1.6 V6 t        | AUS DNS | BHR 7   | CHN 3   | RUS 15  |        |         |         |         |         |         |        |        |        |         |        |         |        |        |         |        |         | 14位 | 25       |
| 2016年 | トロ・ロッソ   | STR11    | フェラーリ 060 1.6 V6 t        |         |         |         |         | ESP 10 | MON Ret | CAN 12  | EUR Ret | AUT Ret | GBR 10  | HUN 16 | GER 15 | BEL 14 | ITA Ret | SIN 9  | MAL 14  | JPN 13 | USA 11 | MEX 18  | BRA 13 | ABU Ret | 14位 | 25       |
| 2017年 | トロ・ロッソ   | STR12    | トロ・ロッソ 1.6 V6 t          | AUS 9   | CHN Ret | BHR 12  | RUS 12  | ESP 9  | MON 14† | CAN Ret | AZE Ret | AUT 16  | GBR 15  | HUN 11 | BEL 12 | ITA 12 | SIN Ret | MAL    | JPN     | USA 10 | MEX    | BRA     | ABU    |         | 19位 | 5        |
| 2019年 | トロ・ロッソ   | STR14    | ホンダ RA619H 1.6 V6 t         | AUS 10  | BHR 12  | CHN Ret | AZE Ret | ESP 9  | MON 7   | CAN 10  | FRA 14  | AUT 17  | GBR 9   | GER 3  | HUN 15 | BEL 7  | ITA Ret | SIN 15 | RUS 12  | JPN 10 | MEX 11 | USA 12  | BRA 10 | ABU 9   | 13位 | 37       |
| 2020年 | アルファタウリ | AT01     | ホンダ RA620H 1.6 V6 t         | AUT 12† | STY 10  | HUN 12  | GBR Ret | 70A 10 | ESP 12  | BEL 11  | ITA 9   | TUS 7   | RUS 8   | EIF 15 | POR 19 | EMI 4  | TUR 12  | BHR 11 | SKH 7   | ABU 11 |        |         |        |         | 14位 | 32       |

- 太字はポールポジション、斜字はファステストラップ。(key)
- †リタイアだが、90%以上の距離を走行したため規定により完走扱い。

### FIA 世界耐久選手権
| 年     | チーム                             | シャシー             | エンジン                      | クラス       | 1      | 2      | 3       | 4      | 5      | 6      | 7       | 8       | 順位 | ポイント |
| ------ | ---------------------------------- | -------------------- | ----------------------------- | ------------ | ------ | ------ | ------- | ------ | ------ | ------ | ------- | ------- | ---- | -------- |
| 2024年 | ランボルギーニ・アイロン・リンクス | ランボルギーニ・SC63 | ランボルギーニ 3.8 L Turbo V8 | ハイパーカー | QAT 13 | IMO 12 | SPA Ret | LMN 10 | SÃO 17 | COA 14 | FSW Ret | BHR Ret | 31位 | 2        |

- 太字はポールポジション、斜字はファステストラップ。(key)
- *今シーズンの順位。（現時点）

### ル・マン24時間レース
| ル・マン24時間レース 結果 | ル・マン24時間レース 結果          | ル・マン24時間レース 結果                   | ル・マン24時間レース 結果 | ル・マン24時間レース 結果 | ル・マン24時間レース 結果 | ル・マン24時間レース 結果 | ル・マン24時間レース 結果 |
| 年                        | チーム                             | コ・ドライバー                              | 車                        | クラス                    | 周回                      | 順位                      | クラス 順位               |
| ------------------------- | ---------------------------------- | ------------------------------------------- | ------------------------- | ------------------------- | ------------------------- | ------------------------- | ------------------------- |
| 2024年                    | ランボルギーニ・アイロン・リンクス | ミルコ・ボルトロッティ エドアルド・モルタラ | ランボルギーニ・SC63      | ハイパーカー              | 309                       | 10位                      | 10位                      |